# Kaliumwaterstoffosfonaat
Kaliumwaterstoffosfonaat, of zoals het ook vaak genoemd wordt: kaliumdiwaterstoffosfiet, is een anorganische verbinding met de brutoformule {\displaystyle {\ce {KH2PO3}}}. De verbinding is nauw verwant met het dubbelzout {\displaystyle {\ce {KH(HPO3).H2(HPO3)}}}. Zowel kaliumwaterstoffosfonaat als het dubbelzout worden toegepast als mest en als fungicide.